# Daniel Novac
Daniel Ionuț Novac (sinh ngày 26 tháng 9 năm 1987 ở Bucharest) là một cầu thủ bóng đá người România thi đấu cho Voluntari ở vị trí tiền vệ.